# مارک بریجز (طراح لباس)
مارک بریجز (به انگلیسی: Mark Bridges) یک طراح لباس اهل ایالات متحده است وی همچنین برنده جایزه اسکار بهترین طراحی لباس در سال ۲۰۱۱ بخاطر فیلم آرتیست و در سال ۲۰۱۷ بخاطر فیلم رشته خیال شده‌است.

## بخشی از فیلمشناسی
1. دفترچه امیدبخش (۲۰۱۲)
2. استاد (۲۰۱۲)
3. آرتیست (۲۰۱۱)
4. مشت‌زن ۲۰۱۰)
5. گرینبرگ (۲۰۱۰)
6. مرد پاسخ‌های مثبت (۲۰۰۸)
7. خون به پا خواهد شد ۲۰۰۷)
8. خز (۲۰۰۶)
9. کسب و کار ایتالیایی (۲۰۰۳)
10. ۸ مایل (۲۰۰۲)
11. کوکائین (۲۰۰۱)
12. مگنولیا (۱۹۹۹)
13. شب‌های بوگی (۱۹۹۷)
14. نیکسون (۱۹۹۵)
15. قاتلین بالفطره (۱۹۹۴)
16. بارتون فینک (۱۹۹۱)
17. کلاهبرداران (۱۹۹۰)
18. تقاطع میلر (۱۹۹۰)
19. خیال باطل